# 芝加哥聯合車站
芝加哥聯合車站是位於美国伊利诺伊州芝加哥市區的一座大型火車站，啟用于1925年，原為賓夕法尼亞鐵路公司等數家鐵路公司聯合設置的車站，故命名為“聯合車站”。車站位於芝加哥河西岸，亞當斯街（Adams Street）和傑克遜大道之間，緊鄰市中心盧普區（Loop Area），占地約9.5個街區。車站目前為芝加哥市內唯一一座到始發終到美國國鐵城際客運列車的車站，也是芝加哥城市铁路的主要始發站之一，是芝加哥都會區內最大的火車站。

## 车站布局
芝加哥联合车站为一所終點站。車站主樓位於南水道街（South Canal Street）西側，月臺位於南水道街和芝加哥河之間區域，和主樓通過地下走廊向聯結。

### 月臺設置
共有24線鐵軌從南北兩向進站，奇數號路軌始發北向西雅图，密尔沃基，奥黑爾國際機場及芝加哥北區的列車，偶數號的路軌始發其餘南向列車，但南北兩向路軌之間仅通过一条聯絡線間接連接。南北兩向月臺均為港灣式，乘客可經由中央大廳（concourse）無需通過天橋或地道在任意月臺之間轉車。中央大廳內設有美國國鐵和Metra售票處，候車室，行包窗口，衛生間等多種設施。美鐵和芝加哥城市铁路也在中央大廳設有辦公室。上方設置夾樓為餐飲區。車站兩側各有一俗稱“玻璃房”的設施，用於監控列車進站，出站及運行情況。車站調度控制中心在位於南運河大街西側的車站主樓中，有兩名列車調度員分別負責。
由於聯合車站并不聯結南北走向的鐵路，所有列車均由聯合車站始發終到。所有經過芝加哥往來美國東西部的旅客必須要在芝加哥下車中轉，因此聯合車站也被比喻為“美國沙漏的細頸”。在第二次世界大戰時期，每日有將近10萬乘客通過中央大廳，前往美國各地。

### 主樓

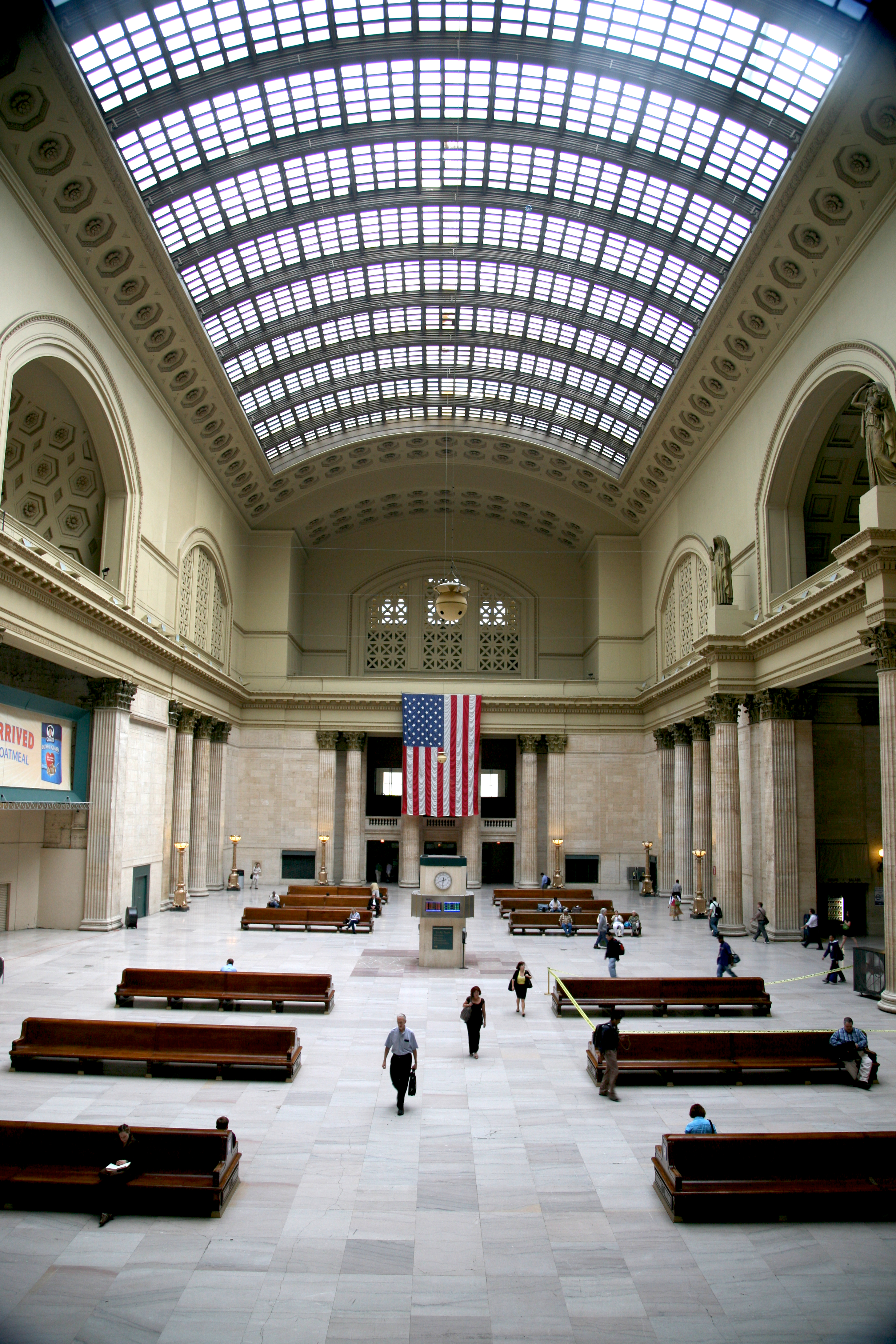
芝加哥聯合車站主樓大廳

聯合車站主樓位於南水道街西側，占地一整個街區。其中心具110英尺（約34米）高的大型玻璃穹頂，內有長椅供旅客休息。四圍則設有眾多辦公服務設施及餐飲店。主樓內有通道直接通向進站大廳和月臺。曾有計劃將聯合車站主樓樓層加高，擴展成摩天大樓。但最終只建成現今構造。

### 出入口
旅客可以通過主樓地下通道穿過南運河路前往車站進站大廳。此外還有四個出入口。主出入口位於運河大街西側，主樓正對面。另有兩個出口位於河岸廣場（Riverside Plaza），緊鄰傑克遜林蔭大道（Jackson Boulevard）和亞當斯街橋（Adams Street bridges）。此外，在曼迪遜街（Madison Street）奧格爾維中心車站（Ogilvie Transportation Center）對面也有一出入口直通進站大廳。

## 歷史
至今，共有三座铁路车站先后位于现址，其中有两座以“联合车站”命名。
19世纪后半叶至20世纪初，芝加哥城市发展迅速，多家铁路公司将线路延伸至芝加哥市并各自设立车站及附属设施，造成了城市内铁路线路繁杂，车站众多，影响乘客的转乘及城市规模的扩大。一个统筹运营各个公司，不同方向列车的客运总站需求日趋强烈。
联合车站现址最早为“匹兹堡，韦恩堡和芝加哥铁路”（Pittsburgh, Fort Wayne and Chicago Railroad）设立的专营铁路车站，于1858年12月25日启用。

### 初代聯合車站

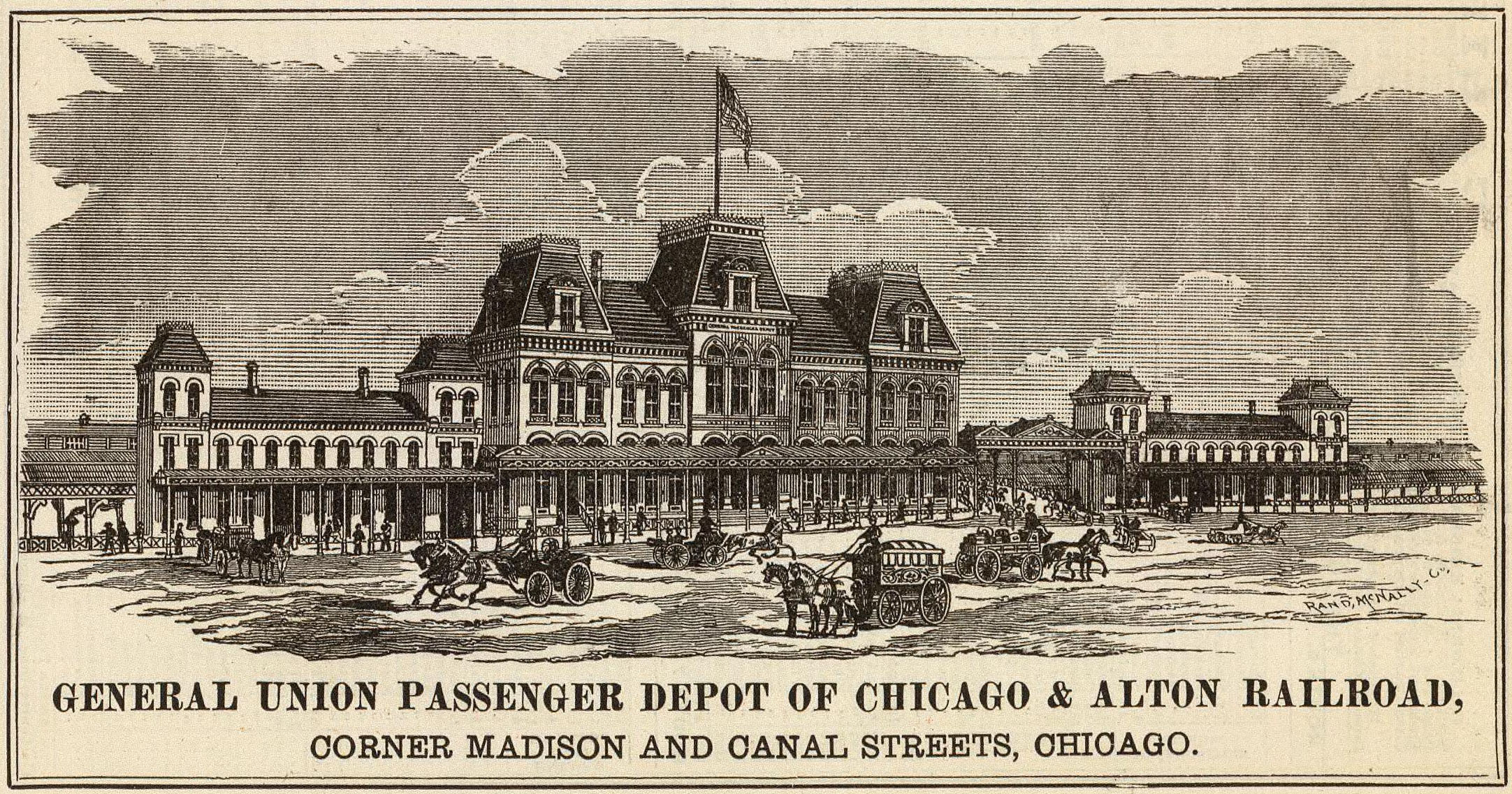
初代聯合車站

1874年4月7日，賓夕法尼亞鐵路，芝加哥，伯靈頓和昆西鐵路，密歇根中央鐵路，芝加哥愛爾頓鐵路以及芝加哥，密爾沃基和聖保羅鐵路共同簽署協議，在“匹茲堡，韋恩堡和芝加哥鐵路”車站原址以北建立新車站，並以“聯合車站（Union Depot）”命名。但不久，密歇根中央鐵路即退出聯合車站，而將客運業務遷至“中央车站”（由伊利諾伊中央鐵路擁有）。“芝加哥和西北鐵路”曾欲加入聯合車站，但並未實現，並在聯合車站以北建立西北車站。
1881年，車站正式啟用。其狹長的主樓位於運河街（Canal Street）東側，從亞當斯街（Adams Street）延伸至曼迪遜街（Madison Street）。軌道及月臺區位於主樓和芝加哥之間。軌道從車站南面進入車站區。亞當斯街，傑克遜街（Jackson Street）及范布倫街通過立交橋跨躍軌道及芝加哥河。

### 第二代聯合車站

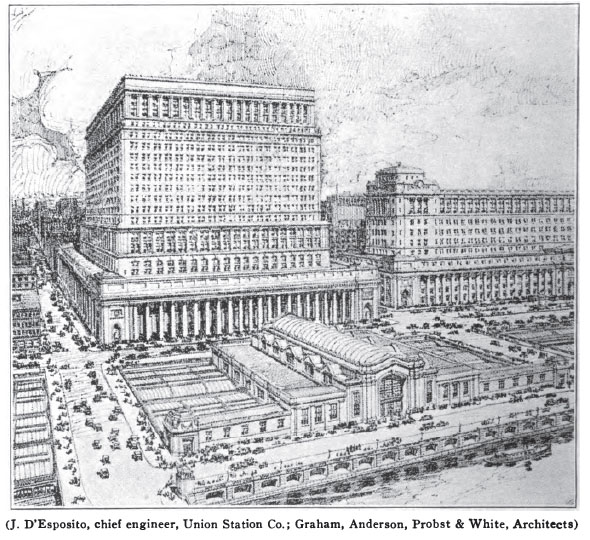
第二代聯合車站計劃圖

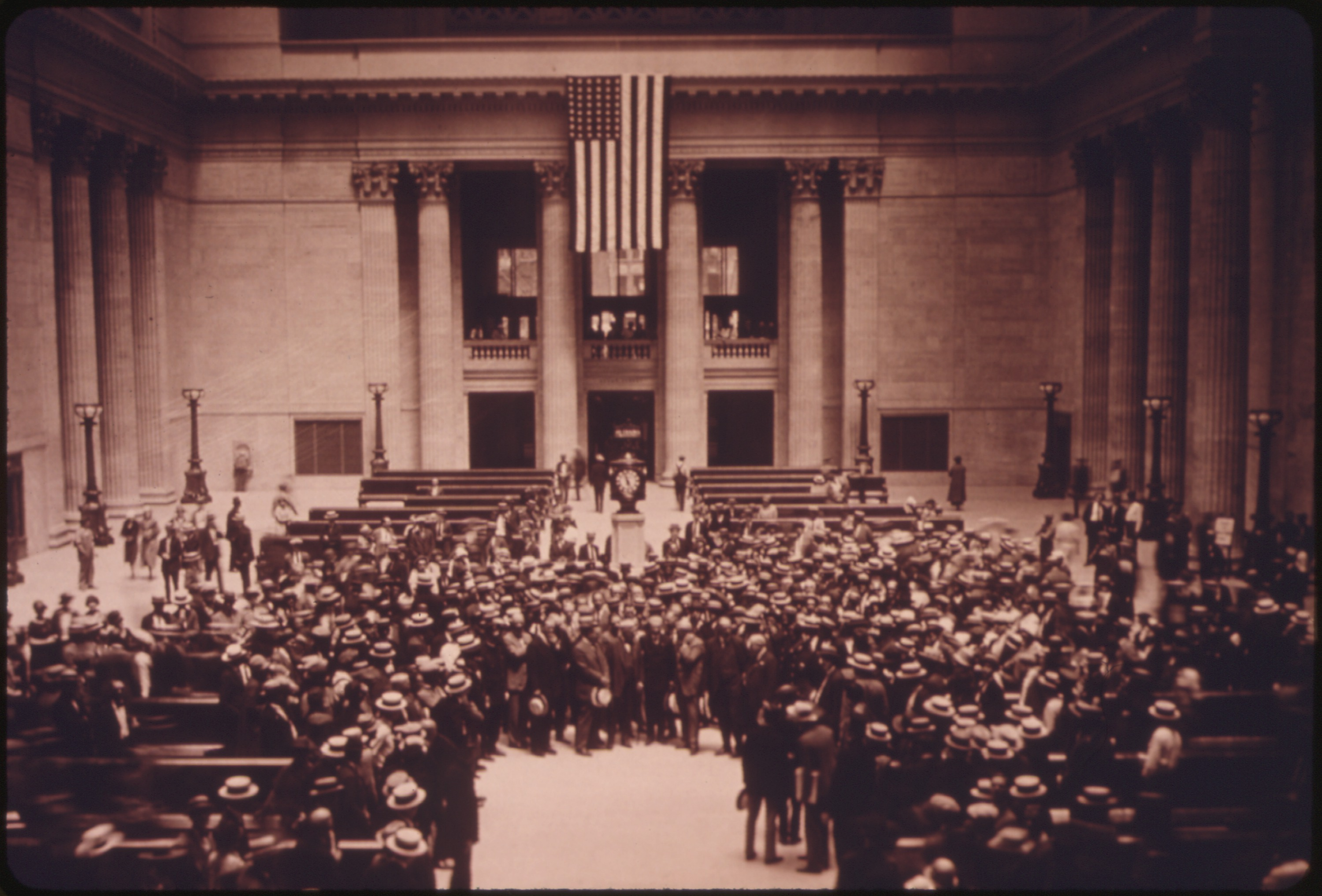
1925年聯合車站啟用儀式

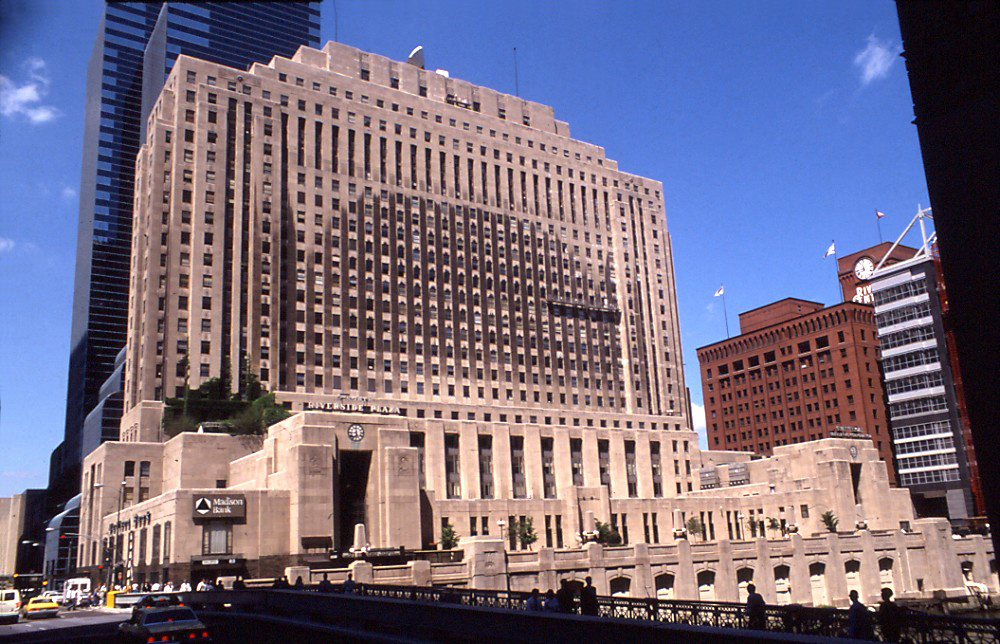
芝加哥日報社新大樓

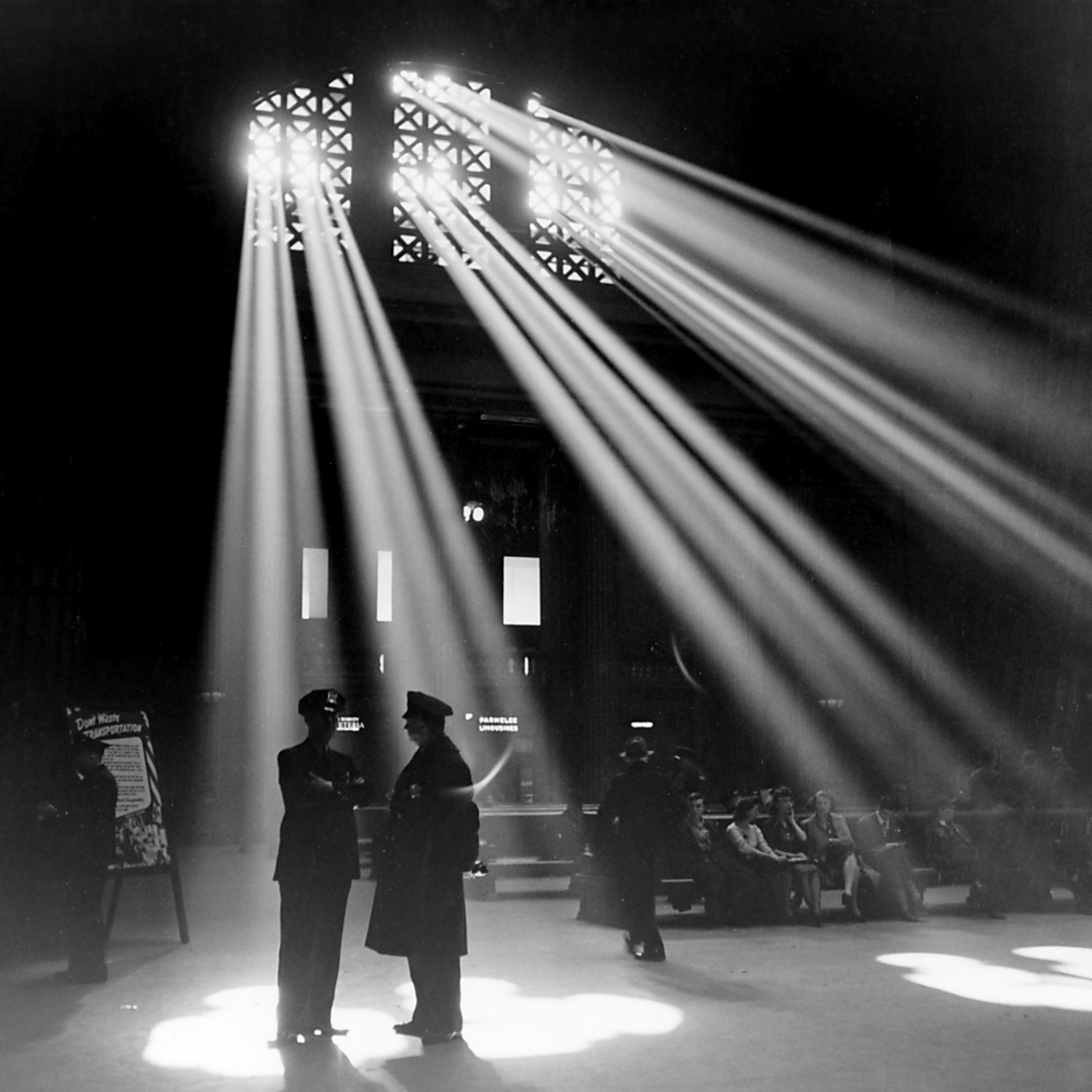
1943年第二次世界大戰時期芝加哥聯合車站大廳

#### 設計和建造
進入20世紀後，鐵路客運量飛速增長。初代聯合車站的設施不堪重負。芝加哥市内小車站林立的現象也並未得到改善。聯合車站擴建勢在必行。1913年，在初代聯合車站原址拆除重建芝加哥鐵路總站，命名為“聯合車站（Union Station）”。原聯合車站內各鐵路公司合作，建立新“芝加哥聯合車站公司（Chicago Union Station Company）"負責管理維護。
車站建築由芝加哥著名城市規劃師丹尼爾·伯恩罕設計。其在聯合車站完成前去世，剩餘的設計工作由“格拉罕，安德森，普羅布斯特和懷特設計事務所（Graham, Anderson, Probst and White）”完成。車站於1913年開工建設，但由於第一次世界大戰，勞工短缺和勞工糾紛，1925年5月16日車站正式啓用，而部分鐵路的殘餘工事直到1927年方才全面完工。車站設計時期正值“美國文藝復興（American Renaissance）"時期，使用了大量“布雜藝術（Beaux-Arts）"的設計風格。同時融合了傳統工程技術，通風模式和景觀構造。
在當時，芝加哥聯合車站被譽為鐵路車站建設史上的傑作。主候車室大廳（Great Hall）擁有大量“布雜藝術”裝飾，巨型拱形天窗，雕像，樓聽和供乘客候車的木質長椅。為芝加哥市内最精美的室內公共場所之一。出租汽車可經地下專用車道接送乘客，以躲避不良天氣。中央乘車大廳延伸至芝加哥河岸，其屋頂由鋼質拱型構建支撐，兩側有樓梯通往各個月台。

#### 周邊發展
聯合車站建成後，其月台軌道區上層空間被認為具有商業價值 (Air Right)。可能受紐約大中央車站的“終點城” (Terminal City) 的啓發 (該計劃欲出售大中央車站上空空間用於建設辦公樓)，亦為了緩解鐵路運輸衰退帶來的經濟壓力，聯合車站將其軌道和月台區上方面積用於建設新大樓，從而使軌道和月台埋入地下，成為「地下車站」。第一座辦公樓為1929年興建的“芝加哥日報社”。大樓位於芝加哥河岸，為裝飾藝術建築，又被稱為河畔廣場。1932年，同樣採用裝飾藝術的芝加哥郵政總局大樓落成，佔地兩個街區。
1929年開始的大蕭條以及隨後的第二次世界大戰使得周邊發展放緩。1960年代開始興建“捷威中心”，最初的計劃是由五座大樓構成的現代主義樓群。但由於經濟原因縮減為四座，最後於1980年代完成。最後一座竣工的大樓為1990年的“墨通國際大樓“，並於2007年改名為“波音全球總部”作為波音公司的總部。該大樓是聯合車站月台軌道區上方最高的建築，並榮獲多項獎勵。

#### 二戰時期，衰退和整修
第二次世界大戰中頻繁的軍隊調動促成了美國鐵路業歷史上最繁忙的時期。聯合車站高峰時日接發300次列車，十萬人次乘客，大部份為軍人。二戰後高速公路網建設，汽車和航空業普及，鐵路運輸開始走下坡。1969年，原中央大廳被拆除，在原址新建辦公塔樓，新中央大廳位於塔樓一層，装饰也较为简朴。1991年，聯合車站候車大廳和中央大廳進行全面裝修。二戰時期封閉的候車大廳天窗也得到重建。主樓內部閒置房間的翻修工作也同時進行。
2001年911恐怖襲擊後，美鐵出於安全考慮關閉了地下出租車通道。隨著客流增長，以及芝加哥高速鐵路網的規劃，數個車站翻新計劃被提出。2010年，美鐵宣布將在候車大廳安裝空調。此外，地下月台柴油機車空氣污染也急需解決。
目前，聯合車站仍然是芝加哥最繁忙的地區之一：日均乘客流量五萬四千人次；其中約6000人次為美鐵城際列車乘客。聯合車站為芝加哥地區所有美鐵城際列車始發終到站，也有六條芝加哥通勤铁路通勤列車始發。

## 已終止的線路

在前美鐵時代, 聯合車站作為芝加哥最重要的鐵路樞紐始發終到全國各個方向的鐵路列車

芝加哥聯合車站曾作為，或正在作為以下鐵路公司城際列車在芝加哥的終點站：
- 芝加哥和阿爾頓鐵路（Chicago and Alton Railroad），該公司後被海灣，莫比爾和俄亥俄鐵路公司（Gulf, Mobile and Ohio Railroad）兼並
- 芝加哥，伯靈頓和昆西鐵路（Chicago, Burlington and Quincy Railroad）
- 芝加哥，密爾沃基，聖保羅太平洋鐵路（Chicago, Milwaukee, St. Paul and Pacific Railroad），站內有該公司辦公室
- 匹茲堡，韋恩堡和芝加哥鐵路（Pittsburgh, Fort Wayne and Chicago Railway）
- 賓夕法尼亞中央鐵路（Penn Central Transportation Company）：使用原紐約中央鐵路（New York Central Railroad）和密歇根中央鐵路（Michigan Central Railroad）線路。1968年10月27日前使用拉塞爾街車站（LaSalle Station）
- 美鐵，1971年5月1日開始使用。並將原在迪爾伯恩站，中央車站的列車改為聯合車站始發終到

### 前美鐵時代主要列車
伯靈頓鐵路公司
- 加州和風號
- 丹佛和風號
- 雙子城和風號
- 堪薩斯城和風號
- 帝國建設者號
- 北岸特快
- 主街者號
- 西部之星號

芝加哥和阿爾頓鐵路公司/海灣，莫比爾和俄亥俄鐵路公司
- 阿爾頓特快
- 亞伯拉罕林肯號
- 安拉特里奇號
- 午夜特快號

密爾沃基鐵路
- 雙子城海華沙號
- 中西部海華沙號
- 先鋒者特快號
- 奧林匹亞號
- 哥倫比亞人號
- 舊金山城號
- 洛杉磯城號
- 波特蘭城號
- 挑戰者號
- 蘇城號

賓州鐵路
- 海軍大將號
- 百老匯快車
- 將軍號
- 辛辛那提日間特快
- 皮特堡號
- 賓夕法尼亞特快
- 賓州人號

部分列車線路至今仍然由美鐵運行。

## 交通狀況
和美國其他大城市如紐約，費城，波士頓，洛杉磯不同，聯合車站並未和芝加哥捷運直接相連。乘客需步行出站至附近街區乘坐捷運。

## 相关链接
- Chicago Union Station （页面存档备份，存于）; the Great Hall and redevelopment plans.
- Amtrak - Stations - Chicago Union Station
- Chicago Union Station (Metra)
- Graham, Anderson, Probst & White Homepage （页面存档备份，存于） - see "Historical Architectural Projects" pages
- Amtrak's Texas Eagle - Chicago, IL （页面存档备份，存于）
- Chicago Union(Amtrak) Station (USA RailGuide -- TrainWeb) （页面存档备份，存于）